# FZ:OZ
FZ:OZ (pronuncia come eff-zee oh-zee) è un doppio album dal vivo del musicista Frank Zappa, pubblicato postumo nel 2002.
Il disco è stato registrato a Sydney durante un concerto nel gennaio 1976.

## Tracce
Disco 1
1. Hordern Intro (Incan Art Vamp) – 3:10
2. Stink-Foot – 6:35
3. The Poodle Lecture – 3:05
4. Dirty Love – 3:13
5. Filthy Habits – 6:18
6. How Could I Be Such a Fool? – 3:27
7. I Ain't Got No Heart – 2:26
8. I'm Not Satisfied – 1:54
9. Black Napkins – 11:57
10. Advance Romance – 11:17
11. The Illinois Enema Bandit – 8:45
12. Wind Up Workin' in a Gas Station – 4:14
13. The Torture Never Stops – 7:12

Disco 2
1. Canard Toujours – 3:22
2. Kaiser Rolls – 3:17
3. Find Her Finer – 3:48
4. Carolina Hard-Core Ecstasy – 6:12
5. Lonely Little Girl – 2:39
6. Take Your Clothes Off When You Dance – 2:02
7. What's the Ugliest Part of Your Body? – 1:07
8. Chunga's Revenge – 15:41
9. Zoot Allures – 12:50
10. Keep It Greasy – 4:40
11. Dinah-Moe Humm – 6:54
12. Camarillo Brillo – 3:58
13. Muffin Man – 3:41
14. Kaiser Rolls (Du Jour) – 3:00

## Formazione
- Frank Zappa - voce, chitarra
- Terry Bozzio - batteria, voce
- Napoleon Murphy Brock - sassofono, voce
- Roy Estrada - basso, voce
- Andre Lewis - tastiere, voce
- Norman Gunston - armonica